# روبی آکسیاتا
روبی آکسیاتا (بنگالی: রবি) شرکت مخابرات بنگلادشی است، که در سال ۱۹۹۷ تأسیس شد.